# Monoporus
Monoporus – rodzaj roślin z rodziny pierwiosnkowatych (Primulaceae). Obejmuje 6 gatunków. Rośliny te są endemitami Madagaskaru. Są to drzewa i krzewy rosnące w wilgotnych, zimozielonych lasach górskich oraz w lasach wrzosowiskowych. Występują od wybrzeża po 2000 m n.p.m. Podejrzewane są o rozmnażanie partenogenetyczne, ponieważ zwykle tworzą tylko kwiaty żeńskie ze zredukowanymi pręcikami.

## Morfologia
PokrójDrzewa, w tym osiągające okazałe rozmiary, i krzewy. Pędy zwykle czarne.
LiścieSkrętoległe, ogonkowe, całobrzegie, często skupione na końcach pędów, blaszka czarnopunktowana i ogonek liściowy zwykle czarniawy.
KwiatyDrobne, zebrane wiechy wyrastające w kątach liści. Kwiaty jednopłciowe (rośliny są dwupienne), promieniste, pięciokrotne. Korona kółkowa – o krótkiej rurce i szeroko rozpostartych płatkach barwy różowej do pomarańczowoczerwonej. Pręciki o bardzo krótkich nitkach, schowane w rurce korony, pylniki strzałkowate, otwierające na szczycie nieregularnymi porami. Zalążnia górna, jednokomorowa, kulistawa do walcowatej, z licznymi zalążkami, z szyjką słupka krótką lub całkiem zredukowaną.
OwoceKuliste, jednonasienne jagody.

## Systematyka
Pozycja systematyczna
Rodzaj z podrodziny Myrsinoideae z rodziny pierwiosnkowatych Primulaceae.
Wykaz gatunków
- Monoporus bipinnatus (Baker) Mez
- Monoporus clusiifolius H.Perrier
- Monoporus floribundus (Roem. & Schult.) Mez
- Monoporus myrianthus (Baker) Mez
- Monoporus paludosus A.DC.
- Monoporus spathulatus Mez